# Szpiedzy Waszyngtona
Szpiedzy Waszyngtona (Turn: Washington’s Spies) – dramatyczny amerykański, serial telewizyjny  wyprodukowany przez AMC Studios, Sesfonstein Productions i Josephson Entertainment. Serial jest adaptacją powieści Washington’s Spies: The Story of America’s First Spy Ring autorstwa Alexandera Rose’a. Scenariusz serialu napisał Craig Silverstein. 26 lipca 2013 roku stacja kablowa AMC  potwierdziła zamówienie serialu. Premierowy odcinek serialu został wyemitowany  6 kwietnia 2014 roku przez amerykańską stację kablową AMC. Pod koniec lipca 2016 stacja zdecydowała o zamówieniu czwartego i ostatniego sezonu serii.
W Polsce serial jest emitowany od 22 grudnia 2017 roku przez Epic Drama pt. Szpiedzy Waszyngtona.

## Fabuła
Akcja serialu  dzieje się latem 1776 roku. Opowiada historię o farmerze Abe Woodhullu, który wraz z grupą przyjaciół tworzy Culper Ring. Grupa ta prowadzi działalność szpiegowską, mającą duży wpływ na przebieg walki o niepodległość Ameryki.

## Obsada
- Jamie Bell jako Abe Woodhull[6]
- Seth Numrich jako Benjamin Tallmadge
- Daniel Henshall jako Caleb Brewster[7]
- Heather Lind jako Anna Strong[8]
- Meegan Warner jako Mary Woodhull[7]
- Kevin McNally jako  Richard Woodhull[9]
- Burn Gorman jako Hewlett[10]
- Angus Macfadyen jako Robert Rogers[9]
- Samuel Roukin jako John Graves Simcoe
- JJ Feild jako John André
- Ksenia Solo jako Peggy Shippen[11]

## Postacie drugoplanowe
- Jamie Harris jako John Robeson
- Michael Gaston jako Charles Scott
- Stephen Root jako Nathaniel Sackett[12]
- Amy Gumenick jako Philomena
- Idara Victor jako Abigail[13]
- Robert Beitzel jako Selah Strong
- King Hoey jako Cicero
- Brian T. Finney jako Charles Lee
- Ian Kahn jako George Washington[14]

## Odcinki
| Sezon | Sezon | Odcinki | Oryginalna emisja | Oryginalna emisja | Oryginalna emisja | Oryginalna emisja | Oryginalna emisja |
| Sezon | Sezon | Odcinki | Premiera sezonu   | Finał sezonu      | Premiera sezonu   | Finał sezonu      |                   |
| ----- | ----- | ------- | ----------------- | ----------------- | ----------------- | ----------------- | ----------------- |
|       | 1     | 10      | 6 kwietnia 2014   | 8 czerwca 2014    | 22 grudnia 2017   | 12 stycznia 2018  |                   |
|       | 2     | 10      | 13 kwietnia 2015  | 8 czerwca 2015    | 19 stycznia 2018  | 16 lutego 2018    |                   |
|       | 3     | 10      | 25 kwietnia 2016  | 27 czerwca 2016   | 23 lutego 2018    | nieemitowany      |                   |
|       | 4     | 10      | 17 czerwca 2017   | 12 sierpnia 2017  | nieemitowany      | nieemitowany      |                   |